# 馬學衣
馬學衣，字萊子，湖廣沔陽州人，明末文人。

## 生平
崇禎十五年（1642年）壬午科湖廣鄉試第四名舉人。居母喪，守廬墓三年，形銷骨立。此後縱情山水，遊歷吳、越間。著有《壺荳窩記》。